# Società Ginnastica Ligure Cristoforo Colombo

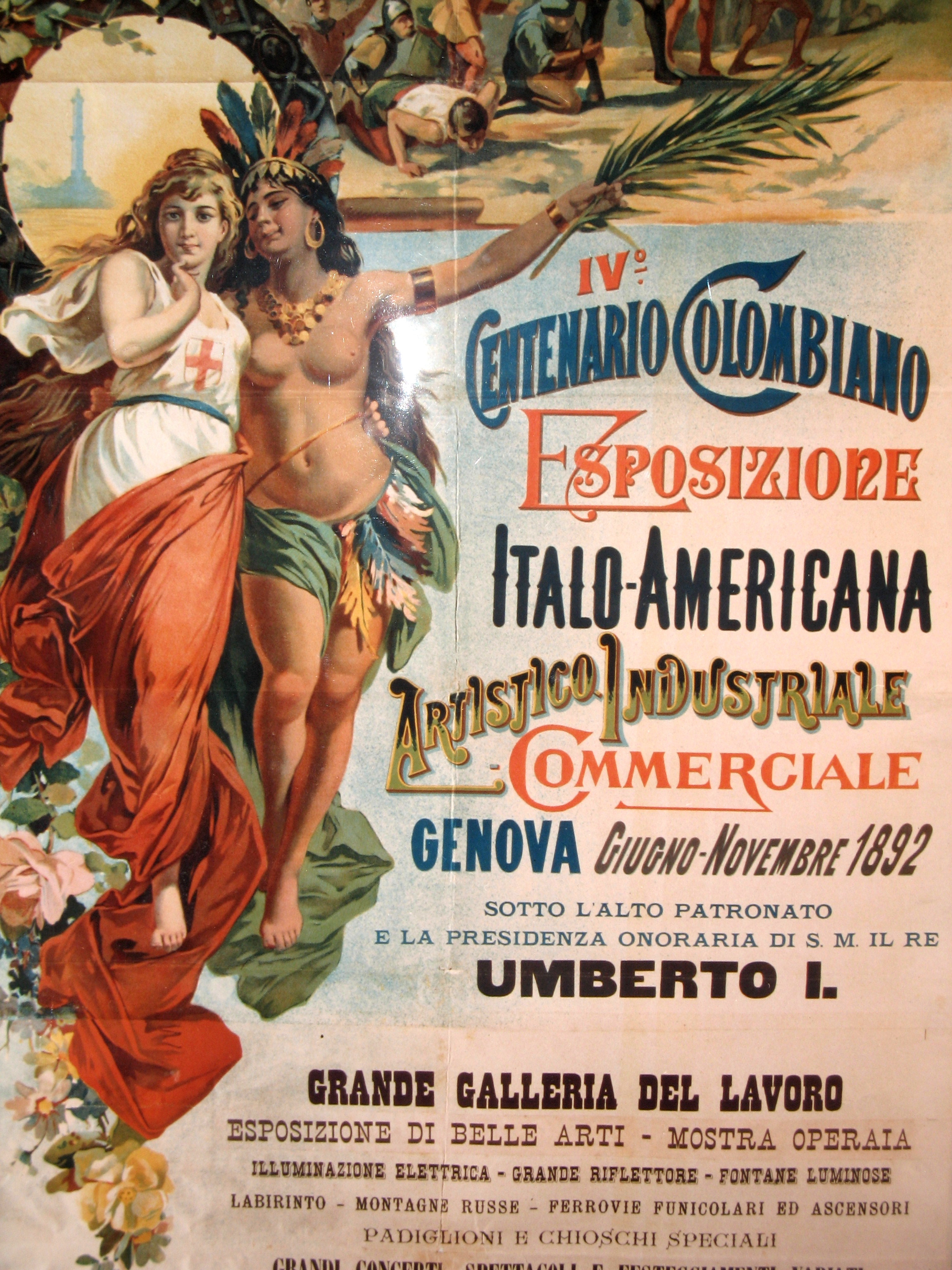
Manifesto per l'Esposizione Italo-Americana del 1892 in occasione del quarto centenario della scoperta dell'America.

La Società Ginnastica Ligure Cristoforo Colombo è considerata una delle più antiche società sportive genovesi.

## Storia
La sua costituzione avvenne nel 1877, nonostante le origini del club risalgano al 1864, quando i fratelli Carlo e Francesco Ravano diedero vita alla Società Ginnastica Ligure, e al 1865 quando, sempre su sollecitazione dei Ravano, la Confederazione Operaia istituì la Società Ginnastica Operaia, che nel 1869 prese il nome di Ginnastica Cristoforo Colombo. Il 4 febbraio 1877, infine, dalla fusione di quei due circoli sportivi nacque appunto la Società Ginnastica Ligure Cristoforo Colombo che, accanto alle attività prettamente ginniche, promuoveva anche altri generi di sport, come il canottaggio, la scherma, il velocipedismo (la sezione dedicata fu la quinta, cronologicamente, sorta in Italia) e, sporadicamente, anche il calcio (dal 1907)
Il Velodromo delle Gavette, di proprietà della Colombo, fu teatro di alcuni dei primi titoli vinti in ambito calcistico dal Genoa e delle imprese nel ciclismo di Geo Davidson, campione italiano su strada nel 1886, che più tardi diventerà presidente proprio del sodalizio rossoblù.
Fra gli ultimi nuclei attivi della Società vanno ricordate la sezione Bocciofila, fino al 2013 in cima alla scalinata del Milite Ignoto, altresì nota come la scalinata delle Caravelle, a ridosso delle mura del Prato, attualmente sede del Beach and Paddle Club, e la sezione Lotta, guidata da Giuseppe Bognanni e tuttora operativa. 
Presidente, negli ultimi trent'anni, l'avvocato Piergiorgio Piccini. 

## L'Esposizione Italo-Americana
Alla Società Ginnastica Ligure Cristoforo Colombo si deve anche, nel 1884, la prima proposta al comune di Genova di organizzare una Esposizione italo-americana nel 1892, per festeggiare i quattrocento anni della scoperta dell'America. A tale manifestazione fece seguito, un secolo dopo e sempre a Genova, l'Expo '92)
La società compì un notevole sforzo organizzativo per l'organizzazione di numerosi aspetti, sportivi e non, dell'evento.

## Onorificenze
La società si fregia della stella d’oro al merito sportivo del CONI (1967) e del collare d'oro al merito sportivo CONI (2004).